# Französische Friedrichstadtkirche

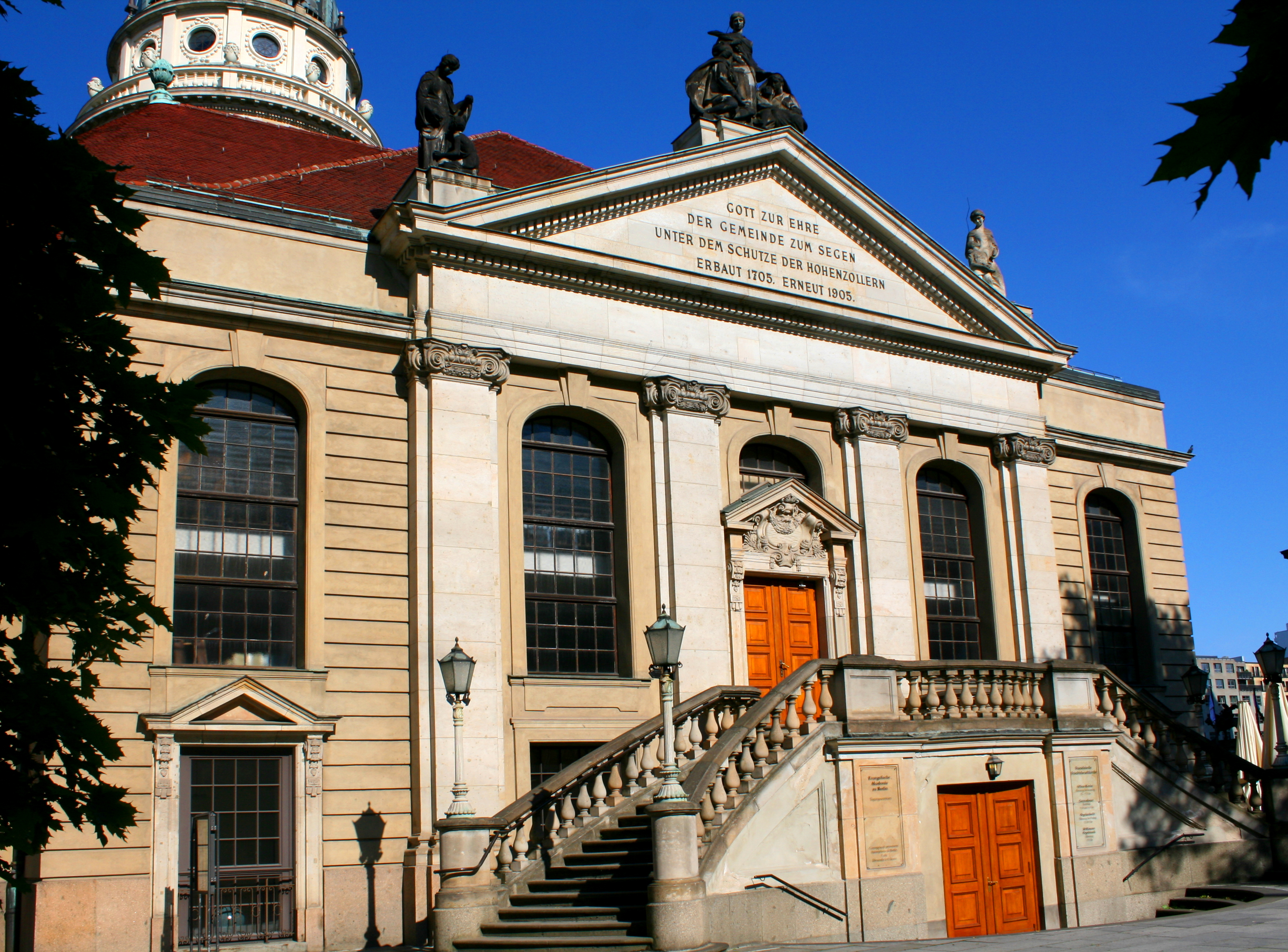
Haupteingang der Kirche, von Westen gesehen

Die Französische Friedrichstadtkirche ist eine Kirche auf dem Gendarmenmarkt in der Friedrichstadt im Berliner Ortsteil Mitte des gleichnamigen Bezirks. Sie wurde am Anfang des 18. Jahrhunderts von der Berliner Hugenottengemeinde errichtet. Baulich verbunden ist sie mit dem Französischen Dom, einem knapp hundert Jahre später errichteten Turmbau. Heute dient die Kirche der Französischen Kirche zu Berlin und der Communauté protestante francophone de Berlin als Gottesdienststätte.

## Geschichte

### Bau der Kirche und des Französischen Doms

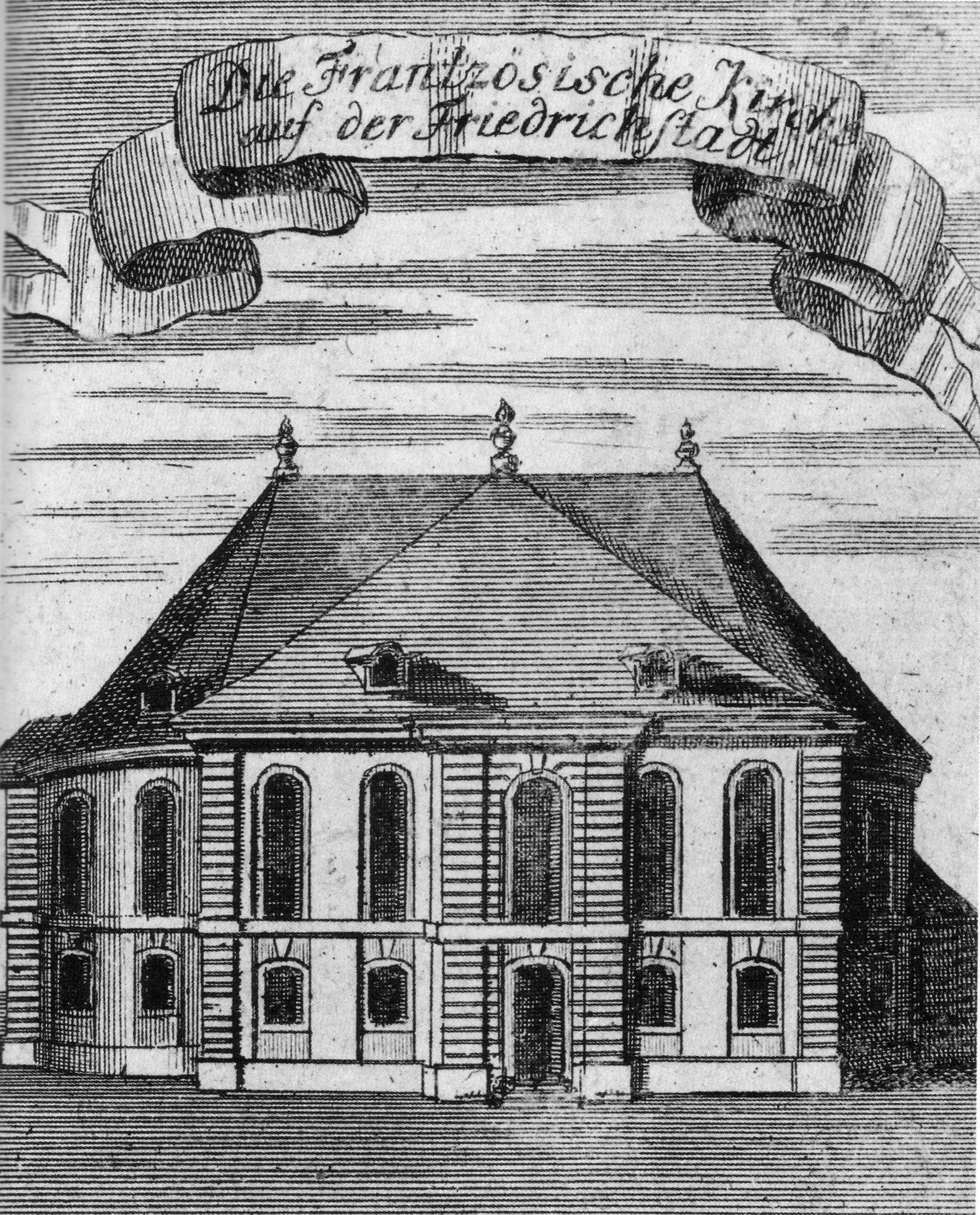
Französische Friedrichstadtkirche, 1740

Die etwa 6000 französischen Glaubensflüchtlinge, die zusammen mit zugewanderten Böhmen, Pfälzern und Salzburgern nach Berlin gekommen waren, errichteten ihre Wohnhäuser sowie religiöse und Wohlfahrtsgebäude zum großen Teil in der Friedrichstadt. Sie sammelten für den Bau einer Kirche Spenden und ließen dann die Französische Friedrichstadtkirche von dem Baumeister Jean Louis Cayart (1645–1702) planen und von Abraham Quesnay (1666–1726) vollenden. Einige Baumaterialien stellte der Preußenkönig Friedrich I. bereit. Die Bauarbeiten wurden fast vollständig von den handwerklich sehr geschickten Hugenotten selbst ausgeführt. Am 1. Juli 1701 erfolgte die Grundsteinlegung, am 1. März 1705 die Einweihung. Nicht endgültig geklärt ist, ob die Kirche nach dem Vorbild der hugenottischen Hauptkirche in Charenton-le-Pont bei Paris errichtet worden ist.
Der Name der Kirche, ursprünglich Temple de la Friedrichstadt oder Französische Kirche auf der Friedrichstadt, bezeugt ihren reformierten Charakter, indem sie nicht nach einer Person, sondern nach den Nutzern und dem Standort benannt ist. Die erste reformierte Gemeinde in Berlin und Kölln war bereits vor der Hugenotteneinwanderung entstanden, nachdem der brandenburgische Kurfürst Johann Sigismund 1613 zum Calvinismus übergetreten war; sie nutzte seit 1632 die lutherische Domkirche im damaligen Cölln. Ab 1695 wurde ein erster eigener Kirchenbau begonnen, der sich allerdings hinzog, die erst 1705 eingeweihte Parochialkirche. Bei der bereits am 16. Mai 1701 von Hugenotten – allerdings nur als Simultankirche – eingeweihten Friedrichswerderschen Kirche (Temple du Werder) und weiteren bald darauf in Berlin entstandenen französischen Kirchen gehört ebenfalls die Ortsbezeichnung zum Namen der Kirche, so bei der 1726 errichteten Französischen Kirche in der Klosterstraße (Temple de Berlin) und der 1728 in der Kommandantenstraße errichteten Französischen Luisenstadtkirche (Temple de la Louisenstadt).
An der Ostseite der Kirche wurde 1785 auf Veranlassung des preußischen Königs Friedrich II. ein großer Turm angebaut, der wegen seiner imposanten Kuppel Französischer Dom genannt wird. Häufig wird auch der gesamte Bau so bezeichnet. Friedrich II. gab den Hugenotten ein unentgeltliches Nutzungsrecht für alle Zeiten an diesem nicht sakralen Gebäude.

### Umbau 1905, Zerstörung 1944, Wiederaufbau 1978–1983
Nach genau 200-jährigem Bestehen der Kirche im Jahr 1905 wurde sowohl der Baukörper als auch das Innere nach Plänen von Otto March neobarock umgestaltet. Dazu gehörte die Verlegung des Einganges, der sich bis dahin im Süden befunden hatte, auf die Westseite und damit eine Änderung in eine Ost-West-Richtung. Die Kanzel erhielt einen neuen Standort im Osten, wo sie noch heute steht. Der Umbau wurde als Giebelinschrift über dem Eingangsportal dokumentiert:

„Gott zur Ehre, der Gemeinde zum Segen, unter dem Schutze der Hohenzollern erbaut 1705, erneut 1905“

Über dem Kanzelkorb durfte als weiterer Bilderschmuck eine geschnitzte symbolhafte Königskrone angebracht werden, womit – so lesen es die heutigen Historiker heraus – eine Danksagung an die Hohenzollern, die den Vertriebenen in Berlin Asyl angeboten hatten, zum Ausdruck gebracht wurde. Der in den Jahren 1929/1930 innen ausgebaute Turm beherbergte den Erman-Saal und ab 1931 das Hugenottenmuseum. Zur 250-Jahr-Feier wurde 1935 an der Außenwand der französischen Kirche eine Gedenktafel mit der Gestalt Calvins angebracht. Eine solche Tafel ist heute auch an der wiederaufgebauten Kirche angebracht.

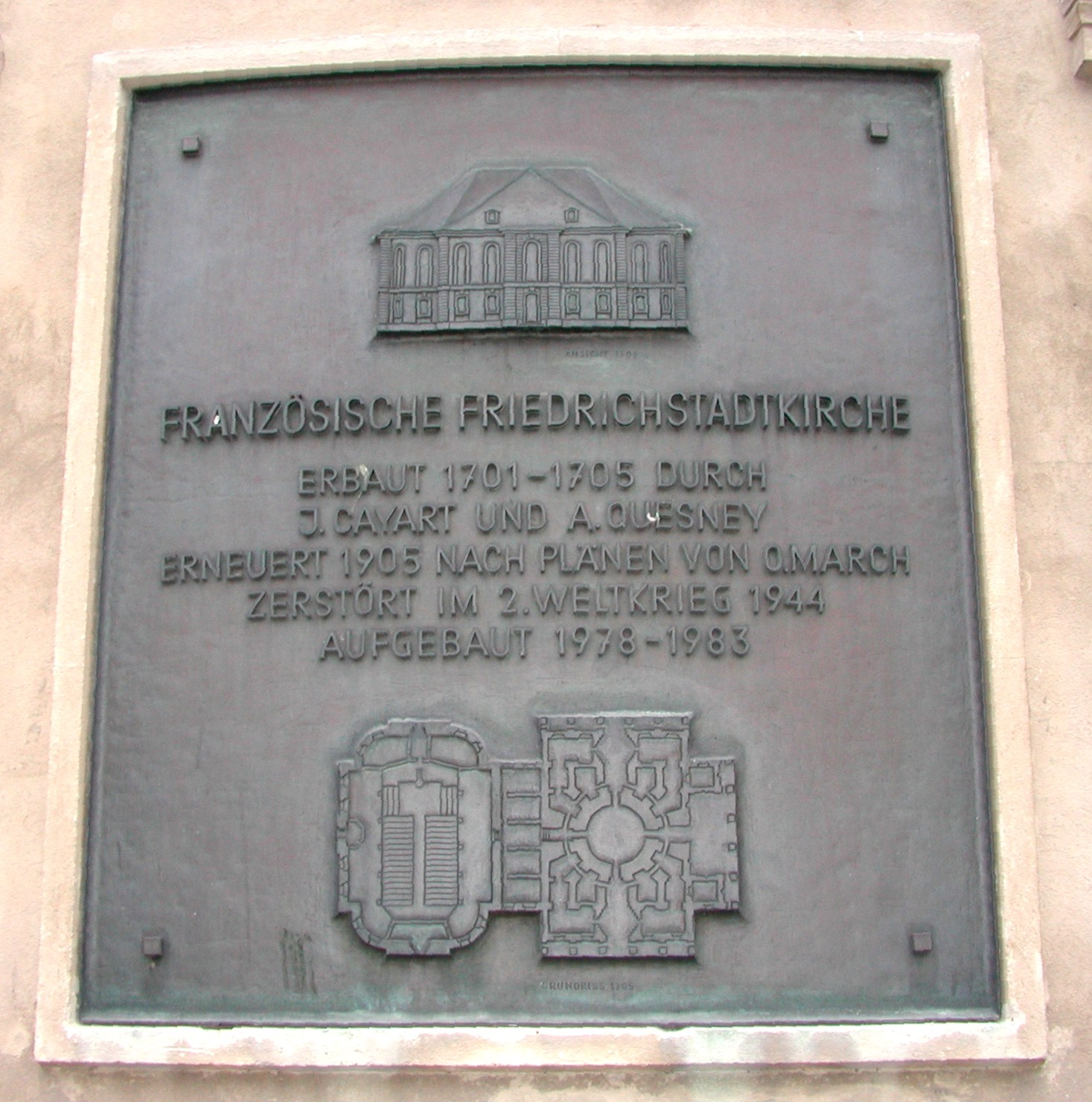
Vorderansicht und Grundriss der Kirche auf einer Bronzetafel links neben dem Eingang. Geschaffen 1985 in Treibtechnik und aufgesetzter Schrift im Werkstatt-Atelier Achim Kühn

Im Zweiten Weltkrieg vernichtete am 7. Mai 1944 bei einem Luftangriff der Alliierten ein Volltreffer das Kirchenschiff bis auf die Umfassungsmauern, die Turmkuppel verbrannte am 24. Mai 1944. Die darunter liegenden Geschosse blieben wegen der 1931 eingezogenen Betondecke relativ unversehrt. Dort fanden von 1944 bis 1982 die Gottesdienste der französisch-reformierten Gemeinde im zur Kirche umgestalteten Erman-Saal statt. Die geretteten Bestände des Hugenottenmuseums konnten nach Kriegsende wieder ausgestellt werden, auch die wertvolle Bibliothek war erhalten geblieben.
Finanziert mit Hilfe eines Kirchenbauprogramms in der DDR begann im Jahr 1978 der Wiederaufbau des ausgebrannten Kirchenschiffs von Richard Paulick nach dem neobarocken Vorbild von 1905. Paulick zog eine Zwischendecke ein, die den Kirchenraum aufteilte in den oberen Gottesdienstraum und eine allgemein nutzbare untere Etage. Dafür musste eine doppelläufige Freitreppe errichtet und die Orgel, die sich vorher über der Kanzel befunden hatte, auf die Westempore versetzt werden. Die am französischen Barock orientierte Orgel schuf die Bautzener Orgelbaufirma Eule.

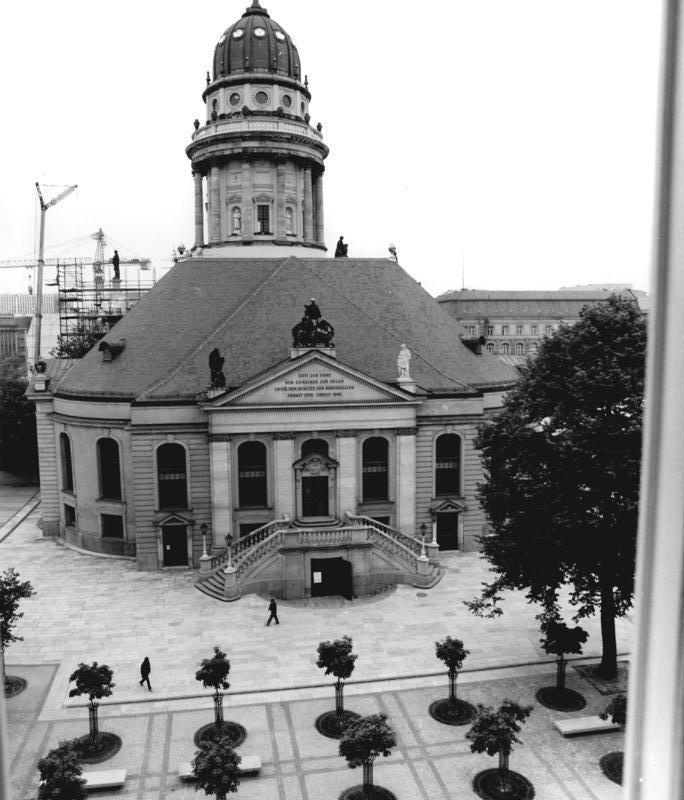
Friedrichstadtkirche mit dem Französischen Dom dahinter, 1985

Zu Ostern 1983 wurde die Kirche mit einem Gottesdienst wieder eröffnet. An der Außenseite der Kirche befindet sich eine Gedenktafel mit der Inschrift:

„Französische Friedrichstadtkirche
 erbaut 1701–1705 durch
 J. Cayart und A. Quesney.
 Erneuert 1905 nach Plänen von O. March
 Zerstört im 2. Weltkrieg 1944
 Aufgebaut 1978–1983“

## Kirchenbau

### Architektur
Die Französische Friedrichstadtkirche ist ein ovaler, in Nord-Süd-Richtung gestreckter Bau mit halbrunden Konchen an den Schmalseiten. Der Eingang erfolgt über eine Freitreppe im Westen, im Osten hat die Kirche einen Anbau mit Diensträumen. Hier ist sie mit dem Französischen Dom, einer später angebauten Turmanlage, verbunden.

### Innenraum

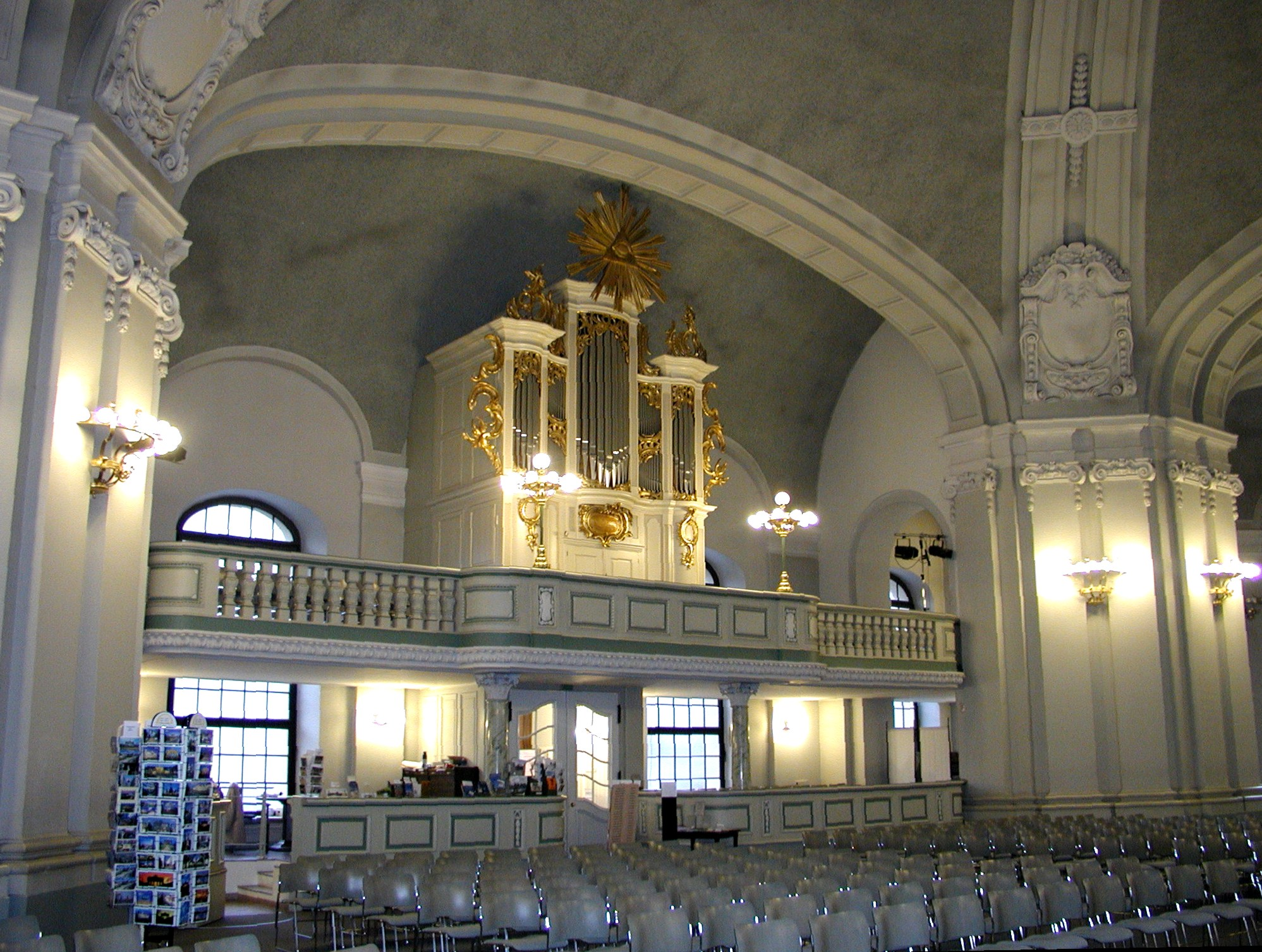
Innenraum mit Orgel über dem Eingangsbereich

Entsprechend dem reformierten Gottesdienstverständnis ist der barocke Innenraum (als Saalkirche) schlicht gehalten. Der Raum wird von der Kanzel an der Ostseite, dem Ort der Verkündigung, dominiert, darunter befindet sich der einfache Abendmahlstisch mit der Bibel, einen Altar gibt es nicht. Da es in der reformierten Tradition auch ein Bilderverbot gibt, findet sich in der Kirche weder eine bildhafte Darstellung noch ein Kreuz.

### Orgel

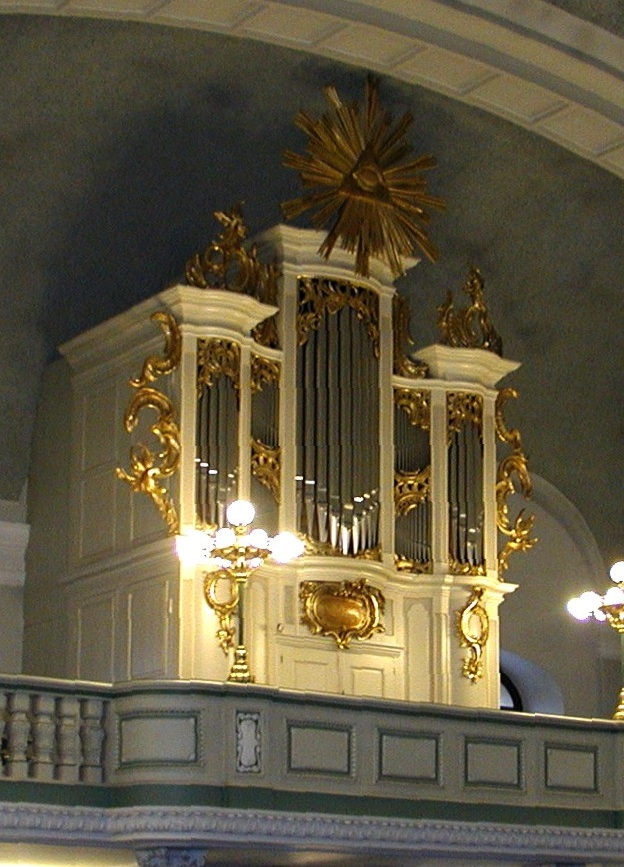
Orgelgehäuse

Eine Ausnahme bildet die in den Jahren 1754/1755 eingebaute Orgel mit ihrem blattvergoldeten Schnitzwerk und dem Strahlenkranz – erstens, weil es überhaupt eine Orgel gibt (nach der Lehre sollte es eigentlich nur den Psalmgesang der Gemeinde ohne instrumentale Begleitung geben), und zweitens, weil der Strahlenkranz als Schmuck akzeptiert wurde, der die für die Barockzeit übliche Darstellung des Auges Gottes ist. Dieses Gottes-Sonnenauge ist seit altägyptischen Zeiten ein weitverbreitetes Symbol, das auch die Freimaurer nutzten und das später während der Französischen Revolution ein Zeichen für die neue Offenheit der Gesellschaft wurde. Dieser Schmuck an der Orgel ist das einzige noch original erhaltene Ausstattungsstück der Kirche, weil es im Zweiten Weltkrieg während der Angriffe auf Berlin abgebaut und an sicherem Ort verwahrt werden konnte.
Diese erste Orgel wurde 1754–1755 von Leopold Christian Schmaltz mit etwa 20 Registern auf zwei Manualen und Pedal erbaut. 1905 haben die Orgelbauer Gebrüder Dinse ein neues Orgelwerk mit 43 Registern auf drei Manualen und Pedal in das Gehäuse von 1755 eingebaut. 1935 erfolgte ein Umbau dieser Orgel durch die Firma Alexander Schuke in Potsdam; das Instrument besaß danach 46 Register. Im Zweiten Weltkrieg wurde die Orgel weitgehend zerstört. Nach dem Wiederaufbau der Kirche wurde 1985 durch die Bautzener Orgelbaufirma Hermann Eule eine neue Orgel eingebaut. Während das Orgelgehäuse nach dem historischen Vorbild rekonstruiert werden konnte, gab es für eine Rekonstruktion der Disposition keine hinreichenden Materialien. Sie wurde deshalb mit Blick auf die Präsentation französischer Orgelmusik des 18. Jahrhunderts neu konzipiert. Das Instrument besitzt drei Manuale und Pedal mit 31 Register (darunter sechs extendierte Register) auf Schleifladen. Die Spiel- und Registertrakturen sind mechanisch. Das erste Manual ist ein Koppelmanual (Umfang: C–a3).
| II Hauptwerk C–a3 |                  |        |
| 01.               | Bourdon          | 16′    |
| 02.               | Montre           | 08′    |
| 03.               | Bourdon          | 08′    |
| 04.               | Prestant         | 04′    |
| 05.               | Quinte           | 02 ⁄3′ |
| 06.               | Doublette        | 02′    |
| 07.               | Larigot          | 01 ⁄3′ |
| 08.               | Cornet (ab a0) V | 08′    |
| 09.               | Fourniture IV    | 01′    |
| 10.               | Trompette        | 08′    |
| 11.               | Voix humaine     | 08′    |
| 12.               | Clairon          | 04′    |
|                   | Tremblant doux   |        |

| III Positiv C–a3 |                |        |
| 13.              | Bourdon doux   | 8′     |
| 14.              | Salicional     | 8′     |
| 15.              | Prestant       | 4′     |
| 16.              | Flûte          | 4′     |
| 17.              | Nazard         | 2 ⁄3′  |
| 18.              | Flageolet      | 2′     |
| 19.              | Tierce         | 1 3⁄5′ |
| 20.              | Sifflet        | 1′     |
| 21.              | Cimbale III    | 2⁄3′   |
| 22.              | Cromorne       | 8′     |
|                  | Tremblant doux |        |

| Pedal C–f1 (Extensionen bis f3) |                         |     |
| 23.                             | Grand Bourdon           | 16′ |
| 24.                             | Bourdon (Ext. Nr. 23)   | 08′ |
| 25.                             | Flûte                   | 08′ |
| 26.                             | Prestant (Ext. Nr. 25)  | 04′ |
| 27.                             | Flûte (Ext. Nr. 23)     | 04′ |
| 28.                             | Octavin (Ext. Nr. 25)   | 02′ |
| 29.                             | Bombarde                | 16′ |
| 30.                             | Trompette (Ext. Nr. 29) | 08′ |
| 31.                             | Clairon (Ext. Nr. 29)   | 04′ |

- Koppeln: II/P, III/P (als Züge und Tritte in Wechselwirkung).
- Spielhilfen: Tritte „Zungen an“ und „Zungen ab“ (Kollektivzug für alle Zungenregister außer Voix humaine 8′).
- Anmerkungen

1. ↑  Im Prospekt
2. ↑  Aufgebänkt
3. ↑  C–H gemeinsam mit Bourdon doux 8′
4. ↑  Volle Länge

Organist der Französischen Friedrichstadtkirche ist seit 1987 der Kirchenmusiker und Autor Kilian Nauhaus.

## Nutzung

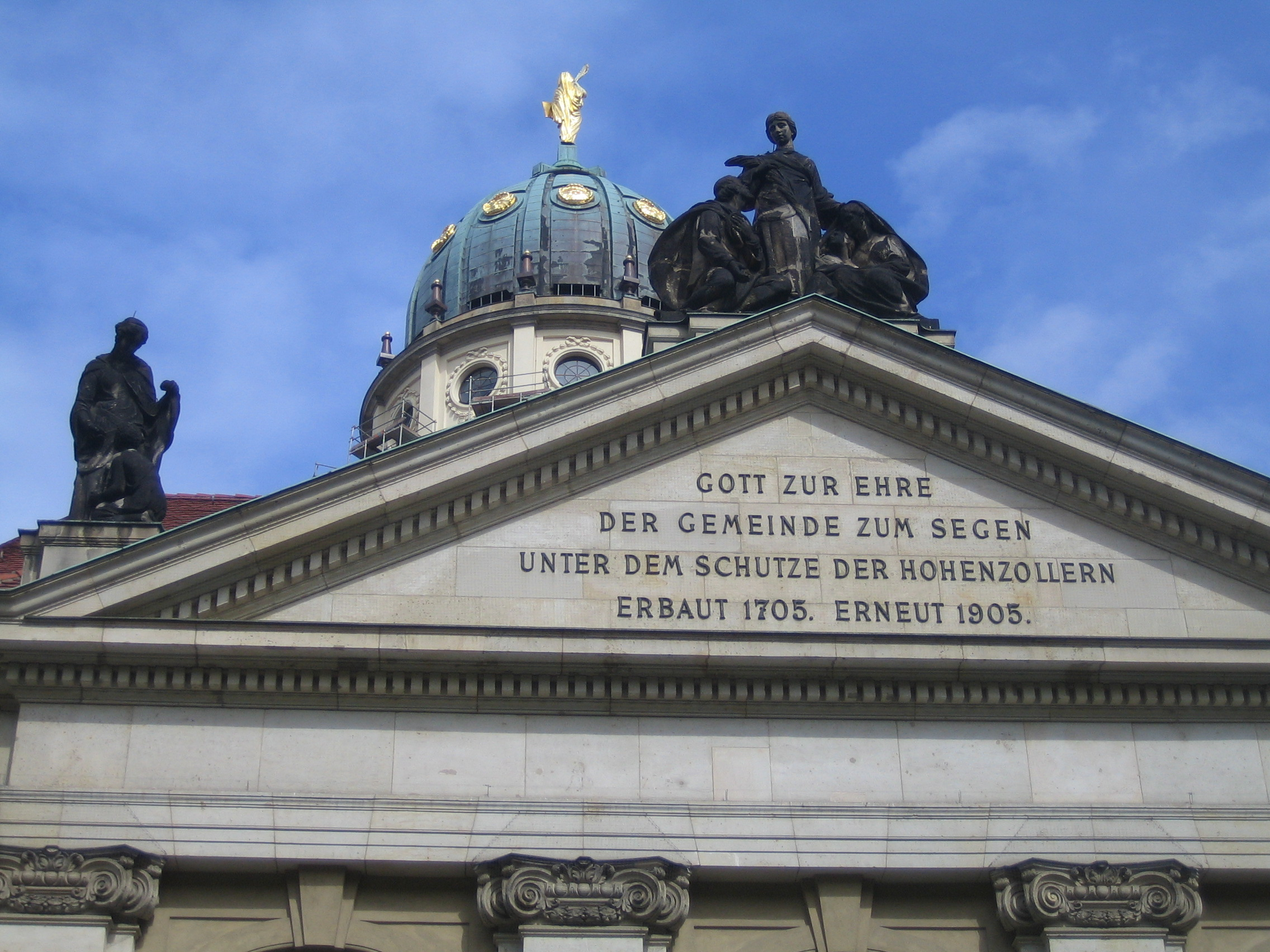
Giebel der Kirche

In den 2020er Jahren nutzen folgende christliche Gemeinden die Kirche:
- Die französisch-reformierte Hugenottengemeinde, die Französische Kirche zu Berlin; sie ist als Personalgemeinde mit rund 1200 Gemeindegliedern, die über ganz Berlin und Umgebung verstreut leben, die größte Gemeinde des Reformierten Kirchenkreises in der Berlin-Brandenburgischen Landeskirche. Zu den Pfarrern, die in der reformierten Gemeinde wirkten, gehören Franz Theremin (1810–1814), Joseph Chambon (1926–1931), Ernst Mengin (1926–1934), Günter Rutenborn (1967–1974), Horsta Krum (1970–1994) und Tilman Hachfeld (1993–2007).
- Seit 1997 nutzt die zur Französischen Kirche gehörende Communauté protestante francophone jeden Sonntag den Georges-Casalis-Saal im unteren Teil der Kirche. Er ist benannt nach George Casalis, der von 1946 bis 1951 der erste Pfarrer der französischsprachigen protestantischen Gemeinschaft war, die überwiegend aus in Berlin stationierten französischen Soldaten bestand.

Gottesdienste werden wöchentlich jeweils am Sonntag um 11 Uhr von der Französischen Kirche und der Communauté francophone gefeiert.
Seit einiger Zeit nutzt auch die Evangelische Akademie zu Berlin, die ihren Sitz im gegenüberliegenden Gebäude an der Charlotten- Ecke Jägerstraße hat, das Untergeschoss der Französischen Friedrichstadtkirche als Tagungszentrum. Auch die Dienststelle der Bevollmächtigten der Evangelischen Kirche in Deutschland bei der Bundesrepublik Deutschland und der Europäischen Union nutzt die Französische Friedrichstadtkirche für Veranstaltungen. Ein Restaurant vervollständigt die Nutzung. Darüber hinaus ist die Kirche auch für andere Veranstaltungen offen, die der Würde des Hauses und seiner besonderen reformierten Tradition nicht entgegenstehen.
Bis Ende 2021 führte auch die Ortsgemeinde Evangelische Kirchengemeinde in der Friedrichstadt in der Kirche ihre Gottesdienste durch. Diese Gemeinde fusionierte Anfang 2022 mit der St. Marien-Gemeinde zur Ev. Kirchengemeinde St. Marien-Friedrichswerder mit Sitz in der Marienkirche am Alexanderplatz und gab damit die Französische Friedrichstadtkirche als Gottesdienstort auf.

## Varia
- Am 21. November 1988 gab es in der Französischen Friedrichstadtkirche Berlin, deren Rekonstruktion aus einem der Kirchenbauprogramme finanziert worden war, die Festveranstaltung 15 Jahre Sonderbauprogramm, eine Art Bilanzfeier der Kirchenbauprogramme in der DDR. In seiner Festansprache dankte Konsistorialpräsident Manfred Stolpe insbesondere den Menschen, „die Chancen erkannten, die Wege fanden, Widerstände überwanden und mit viel Mut und Geduld scheinbar Unmögliches verwirklichen halfen“. Er verwies auf jene Personen, die „bei Kirche und Staat, in der Deutschen Demokratischen Republik und in der Bundesrepublik, zusammengewirkt (haben), um das Sonderprogramm zu verwirklichen“ und hob namentlich die verstorbenen Bischöfe Friedrich-Wilhelm Krummacher und Gottfried Noth, den Sekretär des ZK der SED Paul Verner, den Staatssekretär Hans Seigewasser und besonders den „leitenden Mitarbeiter des Ministeriums für Außenhandel der DDR, Manfred Seidel“ hervor.[9] Zu dieser Feierlichkeit wurde die Publikation 15 Jahre Sonderbauprogramm[10] erstellt und als Begleitpublikation dieser Jubiläumsfeier verteilt.
- Die Französische Friedrichstadtkirche diente für zwei Tage im Juli 2005 als Auftrittsort der Berliner Band Tangerine Dream, die dort ihr Programm Jeanne D’Arc – Klang der Rebellion vorstellte.[11]